# Curiosity (émission de télévision)
Pour les articles homonymes, voir Curiosity.
Curiosity est une émission de télévision documentaire américaine en 29 épisodes de 45 minutes diffusée entre le 7 août 2011 et le 27 janvier 2013 sur la chaîne Discovery Channel.
Chaque épisode de la première saison de seize épisode a été présentée par une vedette invitée (Stephen Hawking, Michelle Rodriguez, Maggie Gyllenhaal, Bill Paxton, Morgan Freeman, etc.), et la deuxième saison de treize épisodes par Josh Charles.